# Trichopteryx obscura
Trichopteryx obscura är en fjärilsart som beskrevs av Barend J. Lempke 1950. Trichopteryx obscura ingår i släktet Trichopteryx och familjen mätare. Inga underarter finns listade i Catalogue of Life.